# W54

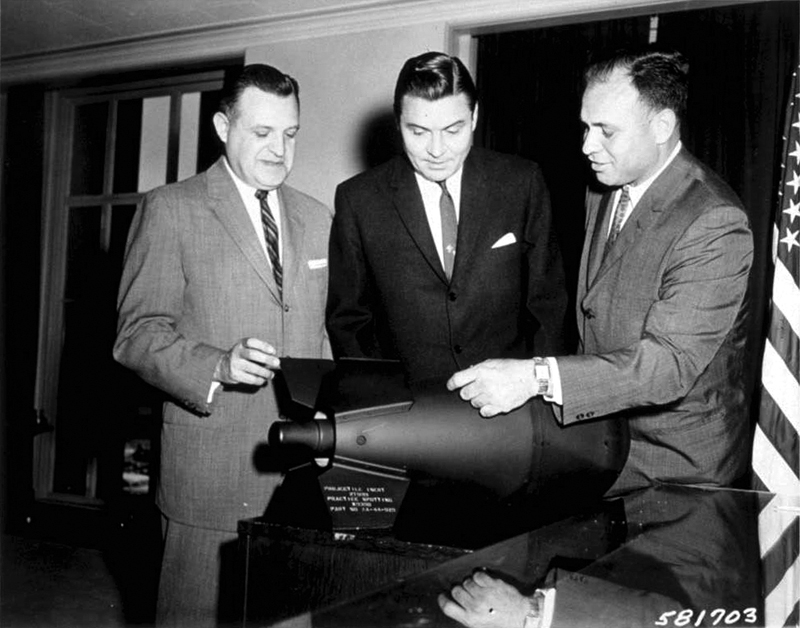
Głowica pocisku rakietowego M388 Davy Crockett

W54 – opracowana w USA, najmniejsza znana głowica nuklearna o niskiej mocy. Stosowana w taktycznej broni jądrowej różnego typu (w tym w przenośnej). 

## Rozwój
W54 była opracowana przez Los Alamos National Laboratory i wyprodukowana przez United States Atomic Energy Commission. W latach 1961–1962 wyprodukowano w sumie około 1000–2000 głowic W54 różnego typu i pozostawały one w użyciu do co najmniej 1971 roku. 

## Testy przedprodukcyjne
Najwcześniejsze próby urządzeń nuklearnych o małej mocy to próbne wybuchy Pascal-A i Pascal-B w 1957 w ramach serii testów znanych pod kryptonimem Operation Plumbbob. W wielu wypadkach okazały się one jednak znacznie silniejsze od założeń.
Kolejne tego typu testy, to testy urządzenia XW-51 (o mocy 0,022 kilotony, które następnie rozwinięto w wersję XW-54) podczas Operation Hardtack I w 1958 (Hardtack Quince and Hardtack Fig). Zakończyły się one niepowodzeniem.
Kolejne testy urządzenia XW-51/XW-54 w roku 1958 podczas Operation Hardtack II obejmowały doświadczenia Hardtack II Otero, Bernalillo, Luna, Mora, Colfax, Lea, Hamilton, Dona Ana, San Juan, Socorro, Catron, De Baca, Chavez, Humboldt, i Santa Fe (wszystkie niskiej mocy). Liczba doświadczeń przekroczyła wcześniejsze testy jakiejkolwiek broni jądrowej, wskazując problemy z pomyślnym wdrożeniem technologii głowic niskiej mocy o małych rozmiarach, które byłyby niezawodne i bezpieczne.
Następne serie testów przeprowadzono w 1961 (Operation Nougat). Podczas tych serii W54 zachowywało się już powtarzalnie.
Wdrożone już wersje W-54 testowano w kolejnych seriach wybuchów próbnych na Poligonie Nevada. 7 lipca i 17 lipca 1962 testowano W-54 jako element systemu M388 Davy Crockett. W teście Little Feller II (7 lipca) zawieszoną około metra nad ziemią głowicę odpalono z ustawieniem mocy na 0,02 kilotony. W teście Little Feller I (17 lipca) przetestowano już wystrzelenie pocisku M388 Davy Crockett ze stacjonarnej wyrzutni kalibru 155 mm. Pocisk nastawiono na wybuch kilka metrów nad ziemią w celu odległym ok. 2,5 km. Był to ostatni atmosferyczny próbny wybuch jądrowy na Poligonie Nevada. Wykonano go w połączeniu z operacją IVY FLATS (symulowane otoczenie prawdziwego konfliktu). Obserwatorami byli prokurator generalny Robert F. Kennedy i doradca prezydenta USA generał Maxwell D. Taylor. 22 grudnia 1997 Amerykański Departament Energii odtajnił materiał filmowy z tych testów .

## Wersje
Istniało kilka wersji głowicy W54 o różnej mocy, ale opartych na tej samej konstrukcji podstawowej: ładunku jądrowym i mechanizmami o wymiarach około 270 mm (średnica) na 400 mm (długość) i wadze około 23 kg:
- XW-54 (była W-51) – wersja testowa o mocy ok. 0,022 kilotony;
- W-54 Mod.0 – wersja do pocisku AIM-26 Falcon (AIM-26A Nuclear Falcon / XAIM-26A Nuclear Falcon) o mocy 0,25 kilotony;
- W-54 Mod.1 Y1 i Y2 – głowica bardzo niskiej mocy 0,01/0,02 kilotony (moc mogła być nastawiona) stosowana w M388 Davy Crockett i systemach SADM;
- W-54 Mod.1 Y3 – 1 kilotonowa głowica wykorzystywana w SADM.

### W72
Po wycofaniu pocisków AIM-26 Falcon, 300 zachowanych z nich głowic jądrowych przebudowano (w latach 1970–72) i podniesiono ich moc do 0,6 kilotony. Nadano im oznaczenie W72. Użyto ich następnie w jądrowych wersjach szybujących bomb lotniczych AGM-62 Walleye. Pozostawały one w służbie do 1979.